# Tjiatura

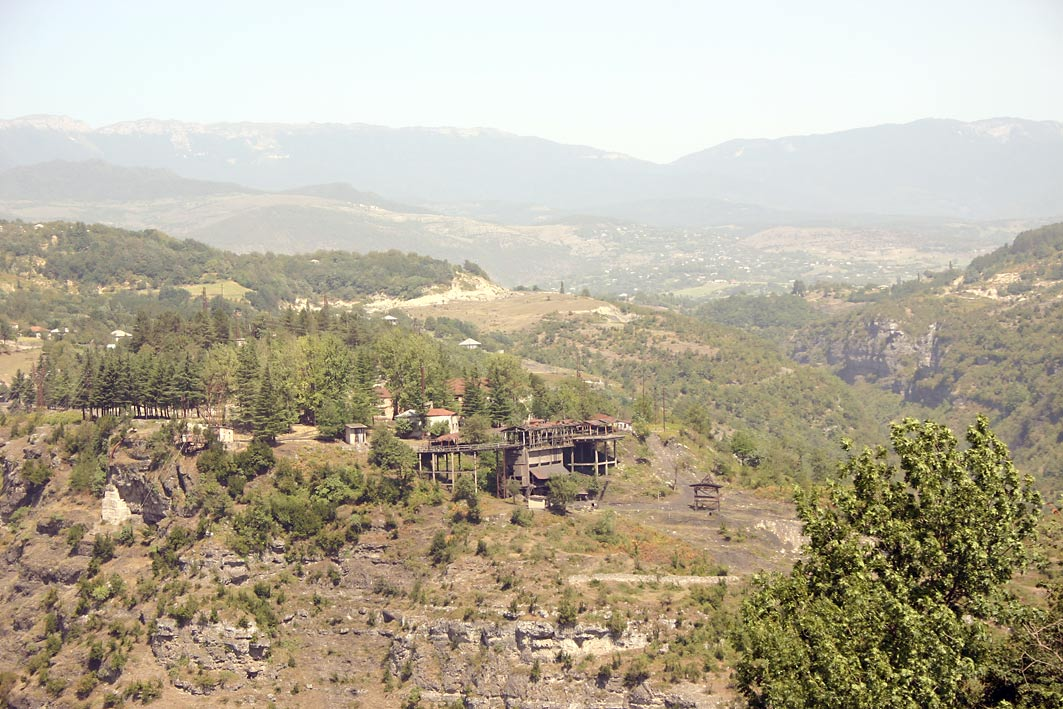
Vy över Manganbrottet i Tjiatura

Tjiatura (georgiska: ჭიათურა; Tjiatura) är en stad i mcharen (regionen) Imeretien i västra Georgien. 1989 hade staden omkring 30 000 invånare, men antalet invånare har sjunkit och vid folkräkningen 2014 hade staden 12 803 invånare. Staden ligger i inlandet, i en dal vid dynerna av floden Qvirila. Sedan 1979 har staden varit ett centrum för manganproduktionen i Kaukasus. Det finns också en järnvägsförbindelse för att transportera manganmalm till ferrolegreringsfabriken i Zestaponi. I Tjiatura finns Tsereteli-stadsteatern, 10 skolor, fakulteten för det georgiska tekniska universitetet och Mgvimevikatedralen.

## Internationella relationer

### Vänorter
- Keila, Estland
- Sigulda, Lettland
- Nikopol, Ukraina